# Mándi Attila
Mándi Attila, Mándi György Attila (Budapest, 1937 – 2015. május 31.) vegyészmérnök, szabadalmi ügyvivő, Mándi Gyula válogatott labdarúgó fia. Egyike volt a magyar iparjogvédelmi szakmai élet, az iparjogvédelmi hivatás nagyjainak. Példamutató volt az a kiállás, amellyel a fontos szakmai ügyeket képviselte. Hobbija volt a labdarúgás és a komolyzene.

## Életpályája
A Budapesti Műszaki Egyetemen szerzett vegyészmérnöki diplomát 1960-ban.  Ezután a Chinoin Gyógyszergyárban dolgozott szabadalmi területen. 1965-ben szerzett szabadalmi ügyvivői jogosítványt, majd 1975-ben műszaki doktori címet. 1979-től az EGIS Gyógyszergyárban a Szabadalmi és Védjegy Osztály vezetője volt. 1991 - 1992 között a Beveridge, DeGrandi, Weilacher & Young washingtoni Szabadalmi Irodánál európai szabadalomjogi tanácsadóként működött. Miután 2007-ben nyugdíjba vonult nyugdíjba, nyugállományú iparjogvédelmi tanácsadóként dolgozott. A pályafutása során 57 találmánya, 11 publikációja volt. Magával ragadó, sajátos humorú előadó volt, aki több mint 40 hazai és nemzetközi konferencián tartott tudományos szakmai előadást.

## Családja
Édesapja, Mándi Gyula az 1920-as és 1930-as évek legkiválóbb hátvédjeinek egyike volt, aki később - többek között - az Aranycsapat edzője is volt. Személyes ügyének tartotta az édesapjáról megjelent életrajzi könyv létrehozását.

## Szakmai-társadalmi tevékenysége
- a MAGYOSZ Iparvédelmi Szakbizottság vezetője,
- az AIPPI Magyar Csoport elnökhelyettese,
- a Magyar Védjegy Egyesület elnökségi tagja,
- a Magyar Szabadalmi Ügyvivői Kamara elnökségi tagja,
- a LES Magyar Csoport elnökségi tagja,
- a MIE Közlemények szerkesztőbizottsági tagja.

## Díjai, elismerései
- Jedlik Ányos-díj (2000)[4]
- Somlai Tibor-díj (2007)
- BME egyetemi aranydiploma